# Алё (коммуна)
Алё́ (фр. Aleu, окс. Àleu) — коммуна во Франции, находится в регионе Окситания. Департамент коммуны — Арьеж. Входит в состав кантона Масса. Округ коммуны — Сен-Жирон.
Код INSEE коммуны — 09005.

## Население
Население коммуны на 2008 год составляло 146 человек.
| 1962 | 1968 | 1975 | 1982 | 1990 | 1999 | 2008 |
| ---- | ---- | ---- | ---- | ---- | ---- | ---- |
| 204  | 211  | 135  | 127  | 134  | 122  | 146  |

## Экономика
В 2007 году среди 91 человек в трудоспособном возрасте (15—64 лет) 60 были экономически активными, 31 — неактивными (показатель активности — 65,9 %, в 1999 году было 63,3 %). Из 60 активных работали 48 человек (27 мужчин и 21 женщина), безработных было 12 (6 мужчин и 6 женщин). Среди 31 неактивных 8 человек были учащимися или студентами, 10 — пенсионерами, 13 были неактивными по другим причинам.